# Oblast Brest
De oblast Brest (Wit-Russisch: Брэ́сцкая во́бласць, Bresckaja vobłaść of Brestskaya voblasts; Russisch: Бре́стская о́бласть, Brestskaya Oblast) is een provincie in Wit-Rusland met als hoofdstad Brest. Andere belangrijke steden in de oblast zijn Baranavitsjy, Pinsk en Kobryn.

## Geografie
De oblast is gelegen in het zuidwesten van Wit-Rusland, aan de grens met de Poolse woiwodschappen Podlachië en Lublin en de oblasten Volhynië en Rivne in Oekraïne in het zuiden. De oblast omvat een gebied van 32.700 km², ongeveer 15,7% van het totaal van het land.
De oblast behoort tot een gebied dat bekendstaat als Polesië en wordt vrijwel in zijn geheel gekenmerkt door de Pripjatmoerassen.
De grootste steden in de oblast zijn:
- Brest (298.300 inwoners)
- Baranavitsjy (168.600)
- Pinsk (130.500)
- Kobryn (50.800)
- Bjaroza (29.700)

## Demografie
De oblast Brest had in 2004 naar schatting 1.462.900 inwoners, zo'n 14,7% van het totaal aantal inwoners van Wit-Rusland. De bevolking bestaat voor 47,2% uit mannen en voor 52,8% uit vrouwen. Het aantal inwoners per km² is 43.
Op 1 januari 2017 is het aantal inwoners in de oblast inmiddels gedaald tot 1.386.351 mensen. Het geboortecijfer is het hoogst in Wit-Rusland en bedroeg 13,5‰ in 2016 (landelijk: 12,4‰). Vanwege de daling van het aantal vrouwen in de vruchtbare leeftijdscategorie is echter het aantal geboorten ook teruggedrongen waardoor het geboortecijfer is gedaald tot 11,8‰ in 2017. Desalniettemin blijft het geboortecijfer hoger vergeleken met de rest van Wit-Rusland. Het sterftecijfer bedroeg 12,8‰ in 2017, een lichte stijging vergeleken met 12,6‰ in 2016. De natuurlijke bevolkingsgroei is negatief en bedraagt -1,0‰, terwijl het een jaar eerder nog positief was en +0,9‰ bedroeg.
De grootste bevolkingsgroep vormen de Wit-Russen (85%), gevolgd door kleinere groeperingen  Russen (9%), Oekraïners (4%) en  Polen (2%).

## Administratieve eenheden
De Oblast Brest werd gevormd in 1939 na de hereniging van Westelijk Wit-Rusland en de Wit-Russische SSR. De oblast bestaat uit 16 districten en 225 Selsovjets.

### Districten in de oblast Brest
De 16 districten van de oblast Brest zijn:
| - Baranavichy District - Brest District - Byaroza District - Drahichyn District - Hantsavichy District - Ivanava District - Ivatsevichy District - Kamenets District | - Kobryn District - Luninets District - Lyakhavichy District - Malaryta District - Pinsk District - Pruzhany District - Stolin District - Zhabinka District |

Brest · Homel · Grodno · Mogiljov · Minsk · Vitebsk · Gorod Minsk